# 智庫
智庫（英語：think tank）或稱智囊團，另外也有許多智庫以「基金會」、「研究所」、「研討會」、「論壇」、「學會」或「協會」等名稱稱呼，智庫是對政治、商業或軍事政策進行調查、分析研究與研發策略，並致力於將學術研究與策略影響落實為政府政策的機構，一般由政府、政黨或商業公司出資組建，大部分的智庫是非營利組織，這種營運的型態在美國與加拿大等國家可以免繳稅金，有些智庫藉由諮詢顧問與研究報告賺取佣金。優良的智庫應該全面、完整且深度介紹主題，並確保內容基於事實與內容正確性。
依照費城賓夕法尼亞大學的智庫與公民社會計畫統計，目前世界上有超過7,500個智庫，以下智庫的分類是以洲際大陸為最高層分類，再來是相對國家分類，並非完整的分類列表。

## 简介
智库的历史可追溯至1831年在英国倫敦成立的皇家聯合研究所與1884年在英國成立的費邊社，皇家聯合研究所最初的研究方向为海战和军事理论，費邊社則是希望透過循序漸進的知識教育改革社會。美國歷史最悠久的智庫卡內基國際和平基金會在1910年由慈善家安德魯·卡內基成立於華盛頓哥倫比亞特區，基金會宗旨在於消除威脅文明的戰爭。1916年，布鲁金斯学会在美国华盛顿特区成立，该机构的宗旨为“促进美国的民主，促进美国的经济发展、社会福利、社会安全和社会机遇，以及保证一个更加开放、安全、繁荣和合作的世界”。
现今世界上大多数智库位于发达国家和地区，在冷战结束之后，智库的工作以研究全球化为主。
全球化造成智庫更進一步的蓬勃發展，包括非洲、東歐、中亞、東南亞等地區，都有國際社群協助成立獨立的公共政策智庫，冷戰期間成立的智庫多著重在國際事務、安全研究、外交政策，現今三分之二以上的智庫成立於1970年代以後，超過半數的智庫在1980年代以後成立。

## 影響
智庫對於世界各國的經濟與社會發展的評論與研究報告，有時能在大眾媒體與公民社會形成新的輿論思想、觀點或理論，讓社會專注於討論影響大眾的重要事項，或是影響政府的施政選擇；報告的內容事項大到國家安全、外交政策、環保問題或國家發展，也可能是個人退休金問題或是社區環境衛生等事項。

## 智庫類型
智庫組織類型分成四大類
- 學術智庫
- 專案智庫
- 遊說倡議智庫
- 政黨智庫

政策制定過程分為三個階段，第一階段是設定議題與定義問題；第二階段是選擇或修訂政策；第三階段是執行政策。政策制定第一階段主要參考遊說倡議智庫、政黨智庫與學術智庫的意見；第二階段主要參考學術智庫、專案智庫與政黨智庫；第三階段主要參考專案型智庫、學術智庫與政黨智庫。總體來說政黨智庫在政策制定三個階段的影響力最大，學術智庫在三個階段中都可以參考其意見，遊說倡議智庫主要在第一階段，專案智庫在執行政策階段影響力最大。

## 著名智庫

### 歐美

#### 美國
- 卡内基國際和平基金會（英語：Carnegie Endowment for International Peace）
- 美國傳統基金會（英語：Heritage Foundation）
- 彼得森國際經濟研究所（英語：Peter G. Peterson Institute for International Economics）
- 戰略與國際研究中心（英語：Center for Strategic and International Studies）
- 布魯金斯學會（英語：Brookings Institution）
- 蘭德公司（英語：RAND Corporation）
- 胡佛研究所（英語：Hoover Institution on War, Revolution, and Peace）
- 美國國家科學研究院（英語：National Academy of Sciences）
- 高級國防研究中心（英语：Center for Advanced Defense Studies）（C4ADS; 華府非營利組織高級國防研究中心）
- 2049計畫研究所（英語：Project 2049 Institute）
- 美國和平研究所（英語：United StatesInstitute of Peace (USIP)）
- 美國企業研究院（英語：American Enterprise Institute (AEI)）
- 昆西國家事務研究所（英語：Quincy Institute for Responsible Statecraft）
- 哈德遜研究所（Hudson Institute）

#### 英國
- 皇家國際事務研究所（英語：Chatham House）
- 皇家聯合研究所

#### 法國
- 法国国际关系研究所（英语：French Institute of International Relations）

#### 義大利
- 意大利国际事务研究院

#### 德國
- 弗里德里希·艾伯特基金会（英语：Friedrich Ebert Foundation）

#### 俄羅斯
- 莫斯科国立国际关系学院（俄語：МГИМО）

#### 澳洲
- 澳洲國立大學（英語： Centres）
- 洛伊研究所（Lowy Institute）
- 澳洲戰略政策研究所（Australian Strategic Policy Institute）

### 亞洲

#### 台灣
官方智庫
- 國防部整合評估司戰略研究中心
- 教育部國家教育研究院
- 交通部運輸研究所
- 財團法人臺灣民主基金會
- 財團法人中華經濟研究院
- 財團法人兩岸交流遠景基金會
- 財團法人亞太和平研究基金會
- 財團法人臺灣綜合研究院
- 財團法人工業技術研究院產業經濟與趨勢研究中心
- 財團法人資訊工業策進會
- 財團法人中國生產力中心
- 財團法人國防安全研究院
- 財團法人國家衛生研究院
- 財團法人國家實驗研究院
- 財團法人農業科技研究院
- 行政法人國家電影及視聽文化中心
- 行政法人文化內容策進院
- 財團法人中華民國對外貿易發展協會
- 國立政治大學國際關係研究中心

政黨智庫
- 臺灣新故鄉智庫協會
- 國家政策研究基金會
- 新境界文教基金會

民間智庫
- 臺灣經濟研究院
- 台灣智庫
- 台灣競爭力論壇
- 新台灣國策智庫
- 台灣世代教育基金會

#### 泰國
- 國家研發進展研究所（英语：National Institute for Research Advancement）

#### 马来西亚
- 民主与经济事务研究院（英语：Institute for Democracy and Economic Affairs）（英語： (IDEAS)）
- 柔佛社会科学院（英语：Jauhar Academy of Social Sciences）（英語： (JASS)）
- 睿思尔研究中心 (英语：Research Institute for Sustainable Excellence and Leadership (RISEL))[9]

#### 日本
- 日本綜合研究開發機構（日语：総合研究開発機構）
- 亞洲開發銀行研究所（英语：Asian Development Bank Institute）
- 電力產業中央研究所（英语：Central Research Institute of Electric Power Industry）
- 言論非營利組織（英语：Genron NPO）
- 全球產業與社會進步研究機構（英语：Global Industrial and Social Progress Research Institute）
- 國際金融事務研究所（英语：Institute for International Monetary Affairs）
- 經濟發展研究所（英语：Institute of Developing Economies）
- 國際學術論壇（英语：The International Academic Forum）
- 日本國際交流中心（英语：Japan Center for International Exchange）
- 日本國家基本問題研究所（英语：Japan Institute for National Fundamentals）
- 日本國際問題研究所
- 三菱綜合研究所
- 國家研發進展研究所（英语：National Institute for Research Advancement）
- 西日本國際商業論壇（英语：Nishinippon Business Forum）
- 株式會社野村總合研究所（英语：Nomura Research Institute）
- 昭和研究會（英语：Shōwa Kenkyūkai）
- 東京財團基金會（英语：Tokyo Foundation）
- 經濟貿易產業研究機構（英语：Draft:Research Institute of Economy, Trade and Industry）

#### 中國大陸
- 中共中央政策研究室
- 中国社会科学院
- 中国国际问题研究中心
- 中国现代国际关系研究院
- 国际战略研究中心
- 上海国际问题研究院
- 国务院发展研究中心
- 海峽兩岸關係協會
- 中共中央党校[10]
- 中国科学技术协会
- 北京大学国家发展研究院
- 中国人民大学重阳金融研究院
- 公盟（原“阳光宪政研究中心”）
- 国家开发银行金融研究发展中心
- 察哈爾學會

#### 香港
- 城市智庫
- 思匯政策研究所
- 匯賢智庫
- 團結香港基金

## 未來發展
藉由比較美國與英國兩國智庫在外交政策中發揮的作用，美國與英國兩國在智庫方面主要差異在政治制度、外交決策機制與政治文化三方面，美國智庫在外交政策上的影響力大於英國智庫對於外交政策影響，對於正在發展智庫文化的國家可以學習的發展方向為：
- 引入市場機制，公平競爭
- 鼓勵發展民間智庫而非政府官方智庫
- 智庫募資管道必須多元化，增加智庫研究的獨立性
- 增強(國際)智庫合作交流，提升智庫的國際影響力

## 延伸閱讀
- Abelson, Donald E. Do Think Tanks Matter? Assessing the Impact of Public Policy Institutes. Montreal: McGill-Queen's University Press, 2002.
- Boucher, Stephen, et al, Europe and its think tanks; a promise to be fulfilled. An analysis of think tanks specialised in European policy issues in the enlarged European Union, Studies and Research No. 35, October, Paris, Notre Europe, 2004
- Cockett, Richard, Thinking the unthinkable: think tanks and the economic counter revolution; 1931 - 1983, London: Fontana, 1995
- Dickson, Paul. "Think Tanks". New York: Ballantine Books, 1972. 397 pages.
- Goodman, John C. "What is a Think Tank?" National Center for Policy Analysis, 2005.
- Fan, Maureen. "Capital Brain Trust Puts Stamp on the World", Washington Post（2005-05-16）: B01. （页面存档备份，存于）
- Dixon, Patrick（英语：Patrick Dixon）. Futurewise（英语：Futurewise） - Six Faces of Global Change - issues covered by Think Tanks and methodology for reviewing trends, impact on policy 2003）: Profile Books
- Hellebust, Lynn and Kristen Hellebust, editors. Think Tank Directory（英语：Think Tank Directory）：A Guide to Independent Nonprofit Public Policy Research Organizations. Topeka, Kansas: Government Research Service, 2006 (2nd edition).
- {{tsl|en|George Lakoff|Lakoff, George]]. Moral Politics（英语：Moral Politics）：What Conservatives Know That Liberals Don't. Chicago: University of Chicago Press, 1996.
- Ladi, Stella. Globalisation, Policy Transfer And Policy Research Institutes, Edward Elgar, 2005.
- McGann, James. The International Survey of Think Tanks. Philadelphia: FPRI, 1999.
- McGann, James. Think Tanks and Civil Societies: Catalyst for Ideas and Action. Co-edited with Kent B.Weaver. Transaction Publishers, 2000.
- McGann, James. Comparative Think Tanks, Politics and Public Policy. Edward Elgar, 2005.
- McGann, James. Think Tanks and Policy Advice in the U.S: Academics, Advisors and Advocates. London: Routledge, 2007.
- McGann, James. Think Tanks: Catalysts for Democratization and Market Reform. Forthcoming.
- McGann, James. Global Trends and Transitions: 2007 Survey of Think Tanks. Philadelphia: FPRI, 2008.
- McGann, James. The Global Go To Think Tanks. Philadelphia: FPRI 2008.
- Smith, James. A. The Idea Brokers: Think Tanks and the Rise of the New Policy Elite, New York: The Free Press, 1991.
- Stone, Diane. Capturing the Political Imagination: Think Tanks and the Policy Process, London: Frank Cass, 1996
- Stone, Diane. ‘Garbage Cans, Recycling Bins or Think Tanks? Three Myths about Policy Institutes’，Public Administration, 85(2) 2007: 259-278
- Stone, Diane, and Andrew Denham, eds. Think Tank Traditions: Policy Research and the Politics of Ideas. Manchester: Manchester University Press, 2004. （页面存档备份，存于）
- Struyk, Raymond J. Managing Think Tanks: Practical Guidance for Maturing Organizations, Budapest, Local Government and Public Service Reform Initiative Washington DC., Urban Institute 2002
- UNDP – 聯合國開發計劃署. Thinking the Unthinkable, Bratislava, UNDP Regional Bureau for Europe and the Commonwealth of Independent States, 2003
- T.W.,  Daniel Betekhtin What do think-tanks do? The Economist explains,  The Economist, 2017-01-05
- 王琳, 百家全球智库共论全球化挑战与智库创新 （页面存档备份，存于）, 中国网, （简体中文）, 2018年6月20日
- 羅伯特 E. 杭特（英語：Robert E. Hunter）智庫：有助形塑美國外交與安全政策 （页面存档备份，存于）（繁體中文）

## 外部連結
- Think Tank Initiative （页面存档备份，存于）, （英文）
- On Think Tanks （页面存档备份，存于）, （英文）
- 經濟學人雜誌報告："影響所及：智庫及供給他們的資金"
- 智庫的定義
- 中國網 - 智庫中國, （简体中文）